# Новосадска женска иницијатива
Новосадска женска иницијатива је удружење грађана које подстиче жене да активно учествују у друштву. Налази се на Тргу Слободе 3 у Новом Саду.

## Историјат
Новосадска женска иницијатива је основана у мају 2010. као неформална група коју су чиниле студенткиње које су у том тренутку биле друштвено активне и деловале кроз различите омладинске, грађанске и студентске организације и кроз студентска и омладинска представничка тела са циљем да иницирају и активно учествују у културном, друштвеном, грађанском и политичком преображају српског друштва у целини. Године 2014. је формално правно уобличена као удружење грађана. Залажу се за равноправност полова кроз иницијативе за институционално оснаживање механизама за остваривање родне равноправности, едукативне програме, промовисање концепта равноправности полова и политике једнаких могућности, али и кроз конкретне акције које доприносе елиминацији насиља над женама, стварању услова за запошљавање и самозапошљавање жена.

## Циљеви
Циљеви Новосадске женске иницијативе су:
- Подизање грађанске свести и заговарање људских права
  - Активан рад на пољу подизања нивоа грађанске свести,
  - Подстицање жена да активно учествују у друштву,
  - Развијање сарадње жена и обезбеђивање услова за учешће у доношењу одлука кроз одржив институционални оквир, а на основу потреба жена и у партнерству са женама,
  - Обезбеђивање остваривања права на једнаке шансе свих жена у друштву, а посебно угрожених жена и жена које живе у тешким условима,
  - Изградња система информисања жена на свим нивоима и у свим областима,
  - Развијање, унапређење, подстицање и стимулисање запошљавања жена, самозапошљавања жена и женског предузетништва.
- Иницирање здравог и безбедног животног окружења
  - Унапређење услова за безбедан живот жена и деце,
  - Обезбеђивање здравих животних и друштвених околности за одгој и васпитање деце,
  - Очување и унапређивање здравља жена и деце, смањивање ризика и водећих поремећаја здравља и развијање здравствене заштите прилагођене женама и деци,
  - Активности усмерене ка неговању, развоју и заштити породице као основне ћелије друштва,
  - Побољшање животних услова угрожених и осетљивих социјалних група,
  - Залагање за заштиту основних права и слобода ради побољшања нивоа животног стандарда и квалитета живота.
- Промовисање квалитетног друштвеног живота и провођења слободног времена
  - Оснаживање жена за иницијативе и активности које су у складу са основним циљевима одрживог развоја и здраве животне средине,
  - Подстицање и вредновање изузетних испољавања и постигнућа жена и деце у различитим областима,
  - Унапређивање могућности за квалитетно провођење слободног времена жена и деце,
  - Залагање за заштиту природе и здраве животне средине,
  - Очување традиционалних вредности, старих заната, домаће радиности и рукотворина.

## Пројекти
Новосадска женска иницијатива је реализовала и учествовала у следећим пројектима:
- Fight4Women уз подршку Амбасаде Холандије у Републици Србији,[5]
- Engage the boys уз подршку Амбасаде Француске у Републици Србији,[6]
- „Превенција насиља над женама и децом” уз подршку Покрајинског секретаријата за социјалну политику, демографију и равноправност полова,[7]
- „Женски менторски клуб” кроз програм радионица Skill-up Workshop уз подршку Градске управе за спорт и омладину града Новог Сада,[8]
- „V4+ Академија младих пословних жена лидера” Фондације „Леслав Пага”,[9]
- „Обуке за незапослене младе жене у области интернет програмирања 2020”,[10]
- „Истраживање о насиљу у породици током и након пандемије Ковид-19” уз подршку Амбасаде Француске у Републици Србији 2020,[11]
- „ИТ академија за младе незапослене жене”[12]
- „Ширење добрих пракси у одговору на родно засновано насиље” у партнерству са Удружењем жена „Дервента”.[13]